# Muhabura
Muhabura (także Muhavura) – nieczynny wulkan w łańcuchu gór Wirunga na granicy Rwandy oraz Ugandy. Wznosi się na wysokość 4127 m i jest trzecim co do wysokości w łańcucha stanowiącego część Wielkich Rowów Afrykańskich. Zbocza wulkanu są objęte obszarem Parkiem narodowym Wulkanów w Rwandzie oraz Parkiem Narodowym Mgahinga w Ugandzie.
W miejscowym języku ruanda-rundi nazwa wulkanu oznacza Przewodniczka.

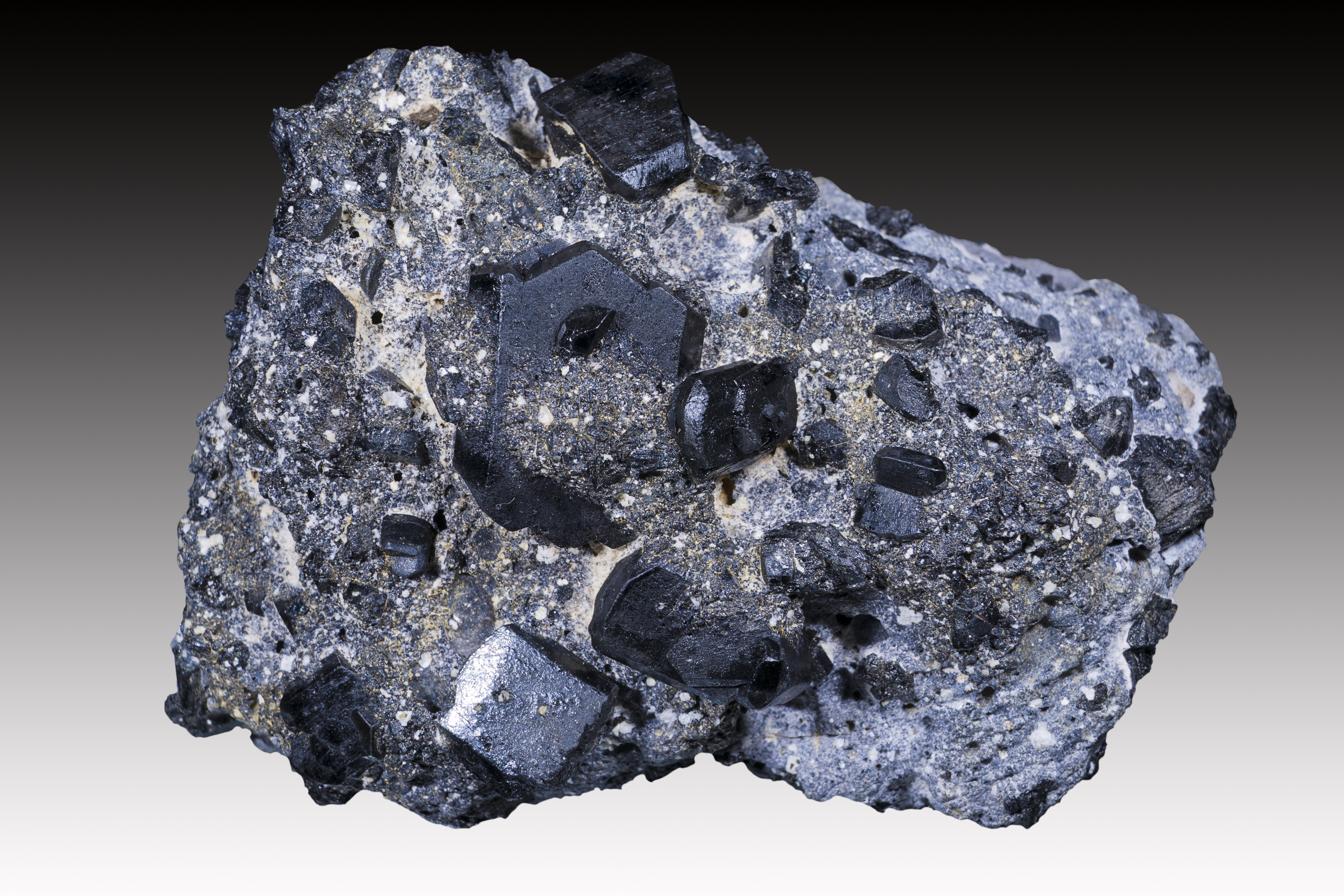
Augit z Muhabury